# 哈蒙德 (明尼蘇達州)
哈蒙德（英語：Hammond）是一個位於美國明尼蘇達州瓦巴沙縣的城市。

## 人口
根據2020年美國人口普查的數據，哈蒙德的面積為0.46平方千米，當中陸地面積為0.42平方千米，而水域面積為0.04平方千米。當地共有人口130人，而人口密度為每平方千米283人。